# Carbonade flamande
Pour les articles homonymes, voir Carbonade et Flamand.
 (avril 2021).
Si vous disposez d'ouvrages ou d'articles de référence ou si vous connaissez des sites web de qualité traitant du thème abordé ici, merci de compléter l'article en donnant les références utiles à sa vérifiabilité et en les liant à la section « Notes et références ».
La carbonade flamande, ou carbonnade à la flamande, (en néerlandais : stoofvlees)[pertinence contestée] est une recette de cuisine traditionnelle de la cuisine belge (Flandre belge) et franco-flamande, variante de carbonade à base de morceaux de viande (le plus souvent de bœuf) braisés à l'étouffée avec de la bière belge ou bière du Nord-Pas-de-Calais.

## Origine et étymologie
Le mot « carbonade » est décliné du mot charbon, car ce plat est à l'origine anciennement traditionnellement « braisé » (mijoté) longuement sur des braises de charbon, au coin du feu.

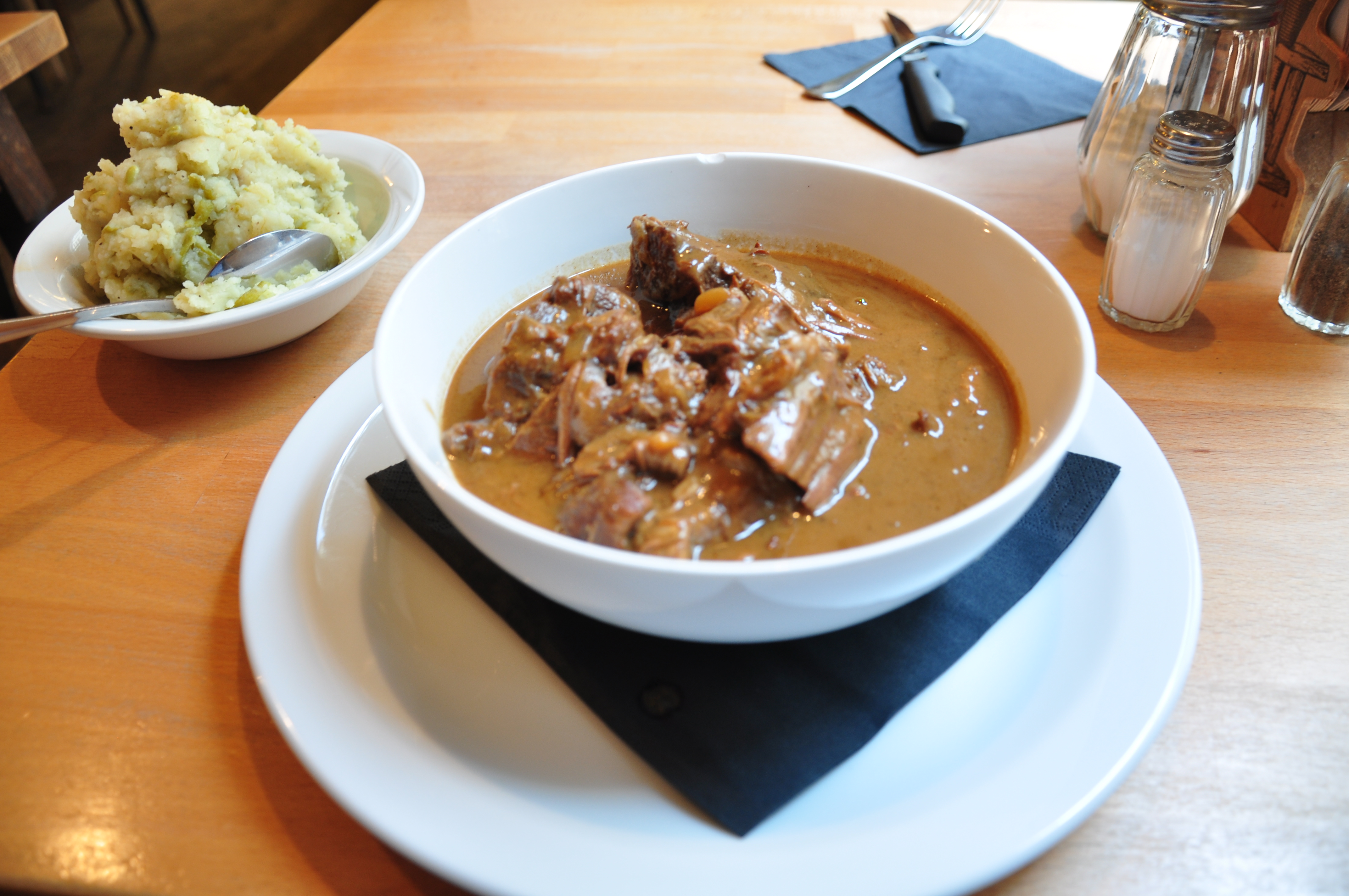
avec stoemp
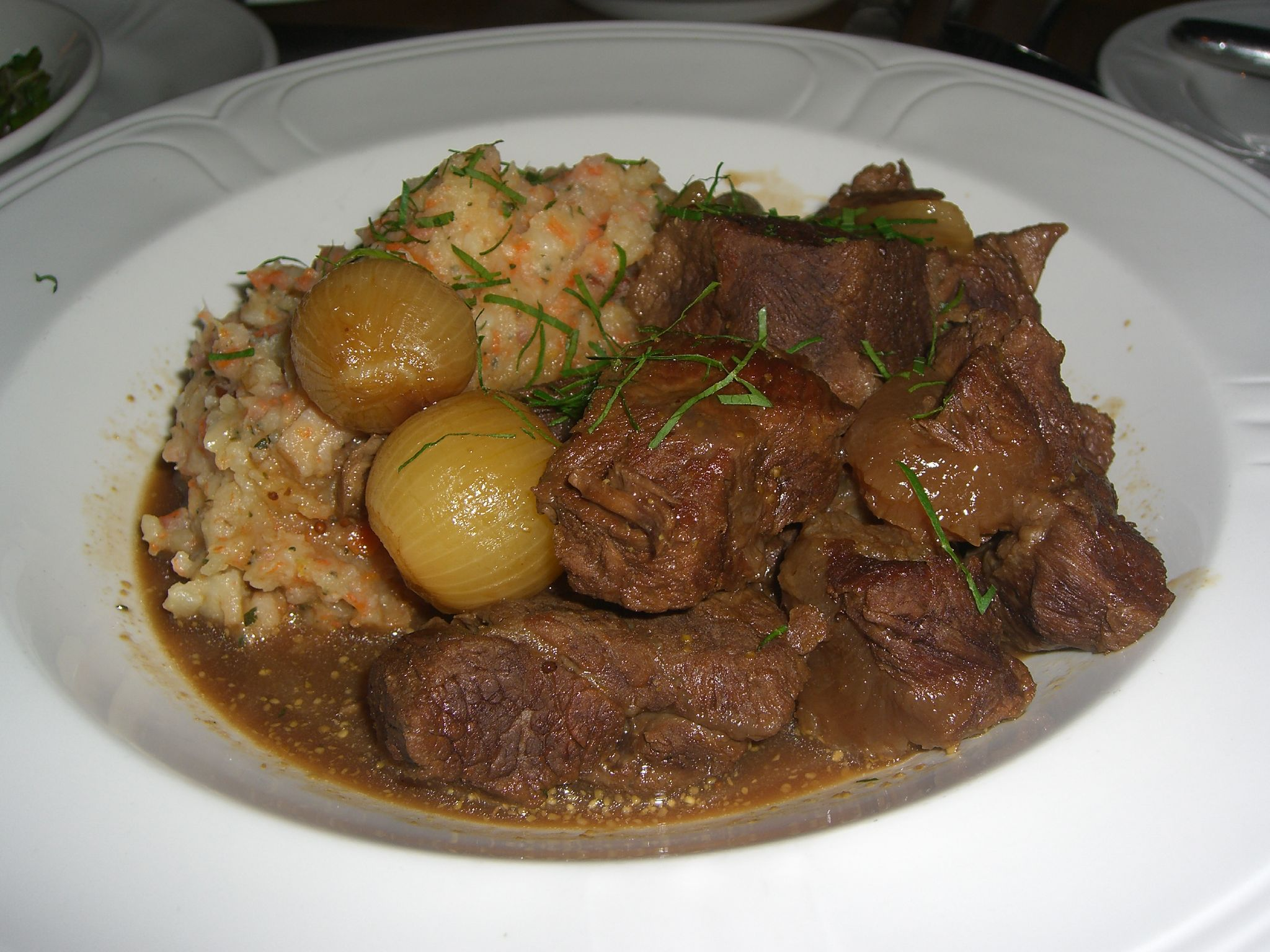

Variante du bœuf bourguignon (à base de vin rouge du vignoble de Bourgogne) elle est appelée stoofvlees (ragoût, ou pot-au-feu) ou rundstoofvlees en néerlandais lorsqu’elle est préparée à base de bœuf.

## Préparation
La cuisson de la carbonade flamande consiste à braiser à l'étouffée des morceaux de viande de bœuf, de porc, ou de cheval, dans une cocotte avec de la bière et des oignons (par tradition, une bière belge brune, ou bière du Nord-Pas-de-Calais[réf. nécessaire]). Elle est parfois préparée avec du pain d'épice et un peu de cassonade (nom local de la vergeoise) ou de sirop de Liège (on parle alors de carbonnade à la liégeoise). Les frites qui accompagnent traditionnellement ce plat sont très souvent cuites dans la graisse de bœuf.